# Чернецов, Василий Михайлович
Васи́лий Миха́йлович Чернецов (22 марта [3 апреля] 1890, станица Калитвенская, Область Войска Донского — 23 января 1918, близ хутора Иванкова, Область Войска Донского) — донской казак, полковник. Участник Первой мировой и гражданской войн. Активный участник Белого движения на Юге России.  Кавалер многих орденов, обладатель Георгиевского оружия. Организатор и командир первого белого отряда казаков.

## Биография
Крещён по православному канону 25 марта 1890 году в Успенской церкви станицы Калитвенской. Родители — казак со станицы Калитвенской Михаил Иосифович Чернецов и Акилина Иосифова (урождённая Бородина). Сын ветеринарного фельдшера.
Образование получал в Каменском реальном училище (станица Каменская) (1907), в 1909 году окончил Новочеркасское казачье юнкерское училище (город Новочеркасск).

### Участие в Первой мировой войне
На Первую мировую войну вышел в чине сотника, в составе 26-го Донского казачьего полка (4-я Донская казачья дивизия). Выделялся отвагой и бесстрашием, был лучшим офицером-разведчиком дивизии, трижды ранен в боях. В 1915 году В. М. Чернецов возглавил сводную партизанскую сотню 4-й Донской казачьей дивизии. И отряд этот рядом блестящих дел покрыл неувядаемой славой себя и своего молодого командира.
За воинскую доблесть и боевое отличие Чернецов в 1916 году произведён в подъесаулы и есаулы, награждён многими русскими орденами, получил Георгиевское оружие — за уничтожение немецкой роты у деревни Гривнек.
В августе получил третье ранение. После госпиталя назначен командиром особой 39-й сотни в Макеевском районе, комендант Макеевских рудников.

### Участие в Гражданской войне на Дону
Летом 1917 года был избран депутатом Макеевского Совета от казаков. Депутат Большого Войскового круга от родной станицы.
После того как атаман ген. А. М. Каледин заявил о непризнании большевистского переворота и Советской власти, на Дон стали стекаться добровольцы, желавшие с оружием в руках бороться с красными. Генералы Л. Г. Корнилов, М. В. Алексеев и А. И. Деникин 2 (15) ноября 1917 год начали формирование Добровольческой армии. Однако казаки в своей массе не откликнулись на призыв Каледина встать на защиту Дона, и прикрытие Новочеркасска легло на отряд, организованный Чернецовым.
Отряд из 140 человек (организационно сотня из 4 взводов) вышел из Новочеркасска 30 ноября (13 декабря) 1917 год и вёл боевые действия против красных на всех угрожаемых направлениях, даже получив прозвище донской «кареты скорой помощи»: чернецовцы воевали на северо-западе области против красных частей, идущих от Харькова и Воронежа, неизменно отбивая их наступление. Отряд пополнялся добровольцами, и его численность превысила 200 человек — 3 сотни и офицерский взвод.
27 декабря чернецовцы заняли Дебальцево — скрытно выдвинувшись и уничтожив артиллерийским обстрелом вражеские пулемёты, отряд атаковал станцию и выбил из неё красноармейские части.
В отряде в основном была учащаяся молодежь: студенты, кадеты, но были и офицеры, казаки. Деникин позднее писал о Черенецове::
В личности этого храброго офицера сосредоточился как будто весь угасающий дух донского казачества. Его имя повторяется с гордостью и надеждой. Чернецов работает на всех направлениях: то разгоняет совет в Александровске-Грушевском, то усмиряет Макеевский рудничный район, то захватывает станцию Дебальцево, разбив несколько эшелонов красногвардейцев и захватив всех комиссаров. Успех сопутствует ему везде, о нём говорят и свои, и советские сводки, вокруг его имени родятся легенды, и большевики дорого оценивают его голову.
На состоявшемся 10 (23) января 1918 г. съезде фронтового казачества большевиков в станице Каменской было объявлено о переходе власти к ревкому во главе с Ф. Г. Подтёлковым (Донревком). После того, как посланный Калединым 10-й полк не справился с задачей разгона съезда и ареста большевистских агитаторов, против них направили Чернецова. Вечером 12 января он приехал в Новочеркасск и уговорил Корнилова передать ему взвод Михайловско-Константиновской батареи. Усиленный 2 орудиями отряд захватил узловые станции Зверево и Лихую и атаковал Каменскую.
Утром 17 (30) января чернецовцы без боя заняли оставленную красными Каменскую. Казачье население встретило их дружелюбно, молодёжь записывалась в отряд (из учащихся станицы Каменской была образована 4 сотня), бывшие в станице офицеры сформировали дружину, дамским кружком на вокзале был устроен питательный пункт. За взятие Лихой Каледин «через чин» произвел Чернецова в полковники.
Однако в тыл отряду Чернецова тут же вышли красногвардейские отряды Ю. В. Саблина, предварительно перерезав железную дорогу и сбив одну роту белого заслона. Чернецов развернул отряд и атаковал превосходящие силы красных: 3-й Московский красный полк был разгромлен, а Харьковский полк основательно потрёпан. Саблин был вынужден отступить. В результате боя чернецовцы захватили вагон со снарядами, 12 пулемётов; противник потерял более ста человек только убитыми.  Белые также понесли потери, в том числе был ранен «правая рука» Чернецова — поручик Курочкин.
Донревком признал Советскую власть и срочно запросил помощь у Москвы. Бежавшими из Каменской красными полками был назначен командовать войсковой старшина Н. М. Голубов, организовавший боеспособное соединение на базе 27-го полка. Однако Чернецов, после военного совета, где по предложению сотника Линькова было решено было взять Глубокую, совершил обход Глубокой и, атаковав её из степи, а не по линии железной дороги, как этого ожидал Голубов, опять одержал победу. На этот раз трофеями чернецовцев стали пушки и обозы красных.
На просьбу Донревкома о помощи Совнарком направил ему Воронежский полк. Против их соединённых с Голубовым сил 20 января из станицы Каменской, куда вернулись белые части, начался последний поход полковника Чернецова. По плану, Чернецов с сотней своих бойцов, офицерским взводом и одним орудием должен был обойти Глубокую, а две сотни с оставшимся орудием штабс-капитана А. А. Шперлинга под общей командой Романа Лазарева должны были ударить в лоб.  Однако вместо выхода к месту атаки в полдень заплутавшие в степи белые вышли на рубеж атаки только к вечеру. Первый опыт отрыва от железной дороги вышел неудачей. Однако не привыкший останавливаться Чернецов решил, не дожидаясь утра, атаковать с ходу. «Партизаны, как всегда, шли в рост, — вспоминал один из чернецовцев, — дошли до штыкового удара, ворвались на станцию, но их оказалось мало — с юга, со стороны Каменской, никто их не поддержал, атака захлебнулась; все три пулемета заклинились, наступила реакция – партизаны стали вчерашними детьми». Орудие было подбито вражеским огнём.
В темноте вокруг Чернецова собралось около 60 бойцов из полутора сотен атаковавших Глубокую. Исправив своё орудие, чернецовцы стали отходить к Каменской. Чернецов допустил ошибку, неосмотрительно приказав проверить орудие по окраине Глубокой, несмотря на предупреждения командира своих артиллеристов подполковника Д. Т. Миончинского о том, что уйти от преследования будет очень сложно. Вскоре путь отступления оказался перерезан конницей – казаками войскового старшины Голубова. Три десятка бойцов полковника Чернецова при одном орудии приняли бой против превосходящих сил конницы.
Собравшиеся вокруг полковника В. М. Чернецова партизаны и юнкера-артиллеристы залпами отражали атаки казачьей конницы. «Полковник Чернецов громко поздравил всех с производством в прапорщики. Ответом было немногочисленное, но громкое „Ура!“. Но казаки, оправившись, не оставляя мысли смять нас и расправиться с партизанами за их нахальство, повели вторую атаку. Повторилось то же самое. Полковник Чернецов опять поздравил нас с производством, но в подпоручики. Снова последовало „Ура!“.

Казаки пошли в третий раз, видимо решив довести атаку до конца, полковник Чернецов подпустил атакующих так близко, что казалось, что уже поздно стрелять и что момент упущен, как в этот момент раздалось громкое и ясное „Пли!“. Грянул дружный залп, затем другой, третий, и казаки, не выдержав, в смятении повернули обратно, оставив раненых и убитых. Полковник Чернецов поздравил всех с производством в поручики, опять грянуло „Ура!“ и, партизаны к которым успели подойти многие из отставших, стали переходить на другую сторону оврага, для отхода далее.
Чернецов разрешил юнкерам-артиллеристам покинуть отряд и они во главе с Миончинским на конях вырвались из окружения. В дальнейшем Чернецов в ходе попытки скрыться был ранен и с частью отряда попал в плен. Вскоре после боя Голубов получил известие о том, что чернецовцы со стороны Каменской продолжают наступление. Угрожая всем пленным смертью, Голубов заставил Чернецова написать приказ об остановке наступления. Голубов развернул свои полки в сторону наступавших, оставив с пленными небольшой конвой. Воспользовавшись моментом, Чернецов ударил в грудь находившегося рядом Подтёлкова и закричал: «Ура! Это наши!». Пленные бросились врассыпную, растерявшийся конвой не смог остановить бегущих. Раненый Чернецов ускакал в свою родную станицу, где был выдан кем-то из одностаничников и захвачен на следующий день Подтёлковым, от рук которого и погиб.
«По дороге Подтёлков издевался над Чернецовым — Чернецов молчал. Когда же Подтёлков ударил его плетью, Чернецов выхватил из внутреннего кармана своего полушубка маленький браунинг и в упор… щёлкнул в Подтёлкова, в стволе пистолета патрона не было — Чернецов забыл об этом, не подав патрона из обоймы. Подтелков выхватил шашку, рубанул его по лицу, и через пять минут казаки ехали дальше, оставив в степи изрубленный труп Чернецова. Голубов, узнав о гибели Чернецова, набросился с ругательствами на Подтёлкова и даже заплакал…».
Был отпет по православному канону 31 января 1918 году в Пантелеймоновской церкви хутора Иванкова станицы Каменской священником Александром Смирновым и псаломщиком Василием Байздренковым. В графе «От чего умер» написано — «Убит в гражданскую войну».
Генерал Деникин, описывая вклад Чернецова в дело борьбы с большевиками в первые трудные дни Гражданской войны, писал впоследствии:
Со смертью Чернецова как будто ушла душа от всего дела обороны Дона. Все окончательно разваливалось. Донское правительство вновь вступило в переговоры с Подтёлковым, а генерал Каледин обратился к Дону с последним своим призывом — посылать казаков добровольцев в партизанские отряды.
Часть остатков первого белого казачьего отряда ушла 9 [22] февраля 1918 год с Добровольческой Армией в «Ледяной поход», войдя в состав Партизанского полка армии. Основные силы вошли в отряд генерала П. Х. Попова и отправились 12 (25) февраля в Степной Поход по Задонью.

## Награды
- За отличие в службе и храбрость награждён орденами Святого Станислава 3-й степени (до войны 1914 года), Святого Святослава 2-й степени с мечами, Святого Владимира с мечами, Святой Анны 4-й степени, Святой Анны 3-й степени, а также Георгиевским оружием[9].

## Память
- 3 февраля 2013 года на северной окраине посёлка Глубокого картину боевых действий 21 января 1918 года перед зрителями восстановили участники военно-исторических клубов Ростовской области, Санкт-Петербурга и Москвы. Реконструкция боя отряда полковника Василия Чернецова с красногвардейцами стала уже традиционным февральским событием и состоялась уже в пятый раз[10].

## Чернецов в художественной литературе
- Некоторые эпизоды партизанской деятельности Чернецова достаточно подробно описаны в романе Михаила Шолохова «Тихий Дон». Интересными представляются отличия от выше описанных событий. Например, сцена гибели Чернецова преподносится автором как безусловное убийство безоружного пленного. В то время как действия Подтёлкова можно трактовать и возможной самозащитой (при наличии у пленного пистолета и попытки стрелять в Подтёлкова).
- Валентинов А. Капитан Филибер. Роман / авторская редакция. — М.: Эксмо, 2007. — 480 с. — (Стрела Времени: Миры Андрея Валентинова). — 5100 экз. — ISBN 978-5-6990-24655-7.
- Туроверов Н. Н. Первая любовь.
- Иван Александрович Родионов. Жертвы вечерние (роман). Берлин, 1922 г.